# Thomas Walter Manson
Thomas Walter Manson (North Shields, 22 luglio 1893 – 1º maggio 1958) è stato un presbitero e biblista britannico.

## Biografia
Manson si è iscritto all'Università di Glasgow nel 1912, ma ha dovuto interrompere gli studi perché richiamato alle armi per lo scoppio della prima guerra mondiale, a cui ha preso parte come sottotenente di artiglieria. Tornato alla vita civile nel 1919, ha ripreso gli studi a Glasgow e ha conseguito il master of arts in filosofia. Nel 1922 si è iscritto a Cambridge al Westminster College, dove ha studiato teologia. Conclusi gli studi, nel 1925 è stato ordinato ministro della  Chiesa presbiteriana. Nel 1926 è stato inviato ad esercitare il suo ministero a Falstone, un piccolo centro del Northumberland; nello stesso anno ha sposato Nora Wallace. Nel 1931 ha pubblicato il suo primo libro, The Teaching of Jesus, che l'ha accreditato come studioso del Nuovo Testamento. Nel 1932 è stato nominato professore di Nuovo Testamento al Mansfield College a Oxford.  Nel 1936 si è trasferito all'Università di Manchester, dove ha insegnato Critica ed esegesi biblica fino alla morte, avvenuta nel 1958.

## Libri principali
- The teaching of Jesus: Studies of his form and content (1931)
- Companion to the Bible (1939), come contributore e curatore editoriale
- The Church's Minister (1948)
- Ministry and Priesthood, Christ's and Ours (1958)
- Studies in the Gospels and Epistles (1948, pubblicato postumo)